# Stampatorgs ljungheds naturreservat
Stampatorgs ljungheds naturreservat är ett naturreservat i Marks kommun i Västra Götalands län.
Naturreservatet bildades 2019 och omfattar 4 hektar. Det ligger sydväst om Björketorp vid sydöstra stranden av Mjösjön och består av betad ljunghed.